# Canada Science and Technology Museum
Canada Science and Technology Museum (Franska: Musée des sciences et de la technologie du Canada) är ett teknik- och vetenskapsmuseum i Ottawa, Kanada. Det grundades 1967, och genomgick en stor ombyggnad 2014-2017. 
Museet ingår tillsammans med Canada Aviation and Space Museum och Canada Agriculture and Food Museum under paraplyet Ingenium: Canada’s Science and Innovation Museums.